# Desencaixa o pé
 (décembre 2022).
Si vous disposez d'ouvrages ou d'articles de référence ou si vous connaissez des sites web de qualité traitant du thème abordé ici, merci de compléter l'article en donnant les références utiles à sa vérifiabilité et en les liant à la section « Notes et références ».
Desencaixa o pé ("retirer le pied", en portugais) est, en capoeira, l'action de retirer son pied d'une attaque ou d'une prise en le levant, de manière à éviter d'être déséquilibré. En supprimant ainsi son appui du sol, on peut tout simplement s'échapper de différentes prises, balayages et attaques basses de toutes sortes tout en conservant la même distance de frappe avec l'adversaire.